# Rajtscho Wassilew
Rajtscho Wassilew (bulgarisch Райчо Василев, engl. Transkription Raicho Vasilev; * 17. September 1975 in Smoljan) ist ein bulgarischer Stuntman und Schauspieler.

## Leben
Bekanntheit als Schauspieler erlangte Wassilew unter „Action-Fans“ in zahlreichen Filmen an der Seite von Jean-Claude Van Damme, Steven Seagal und Dolph Lundgren. Als Stuntman wirkte er an über 30 Filmen mit, unter anderem in Eragon – Das Vermächtnis der Drachenreiter und Die Chroniken von Narnia: Prinz Kaspian von Narnia. Heute lebt er in Sofia, Bulgarien.

## Filmografie (Auswahl)
- 2002: Python 2
- 2003: In Hell – Rage Unleashed (In Hell)
- 2003: Out For A Kill: Tong Tatoos – Das Tor zur Hölle (Out for a Kill)
- 2004: Creature: It’s a Killing Machine … From Outer Space! (Alien Lockdown)
- 2004: Unstoppable
- 2004: Control – Du sollst nicht töten (Control)
- 2005: Children of Wax
- 2005: Man with the Screaming Brain
- 2005: Submerged
- 2005: Hammerhead: Shark Frenzy
- 2005: The Mechanik (The Russian Specialist)
- 2006: S.S. Doomtrooper
- 2006: Undisputed 2 (Undisputed II: Last Man Standing)
- 2007: Until Death
- 2007: Diamond Dogs
- 2007: Grendel (Fernsehfilm)
- 2008: Cyclops
- 2009: Die unglaubliche Reise des Sir Francis Drake (The Immortal Voyage of Captain Drake, Fernsehfilm)
- 2009: Direct Contact
- 2009: Hammer of the Gods
- 2009: The Hills Run Red
- 2009: Command Performance
- 2009: Ninja
- 2010: Fake Identity
- 2010: Spartacus (Fernsehserie)
- 2010: Undisputed III: Redemption
- 2011: Conan
- 2023: John Wick: Kapitel 4 (John Wick: Chapter 4)